# آلن دیکن
آلن دیکن (انگلیسی: Alan Deakin; ۲۷ نوامبر ۱۹۴۱ – ۲ ژانویهٔ ۲۰۱۸) یک بازیکن فوتبال اهل بریتانیا بود.
از تیم‌ها و باشگاه‌هایی که در آن بازی کرده‌است می‌توان به باشگاه فوتبال استون ویلا، باشگاه فوتبال والسال و تیم ملی فوتبال زیر ۲۱ سال انگلستان اشاره کرد.